# Tragium tauricum
Tragium tauricum är en flockblommig växtart som beskrevs av Carl Friedrich von Ledebour. Tragium tauricum ingår i släktet Tragium och familjen flockblommiga växter. Inga underarter finns listade i Catalogue of Life.